# 伊朗歐白魚
伊朗歐白魚（学名：Alburnus atropatenae）為輻鰭魚綱鯉形目雅羅魚科歐白魚屬的其中一種，分布於亞洲伊朗Orumiyeh湖流域，體長可達13.9公分，棲息在湖泊底中層水域，生活習性不明。

## 扩展阅读
維基物種上的相關：伊朗歐白魚